# Melanocoryphus
Genre
Melanocoryphus est un genre d'insectes du sous-ordre des hétéroptères (punaises) de la famille des Lygaeidae.

## Liste des espèces présentes en Europe
- Melanocoryphus albomaculatus (Goeze, 1778)
- Melanocoryphus tristrami (Douglas & Scott, 1868)